# Poa chambersii
Poa chambersii là một loài cỏ trong họ hòa thảo, thuộc chi poa.